# John Abbot (entomologo)
John Abbot (Londra, 31 maggio 1751 (forse 1º giugno) – Contea di Bulloch, dicembre 1840 (forse gennaio 1841)) è stato un entomologo, ornitologo e botanico britannico.

## Biografia
Si sa poco della vita di John Abbot. Era il figlio maggiore di James Abbot e Ann Clousinger.
Suo padre incoraggiò il suo interesse nell'entomologia e nell'arte, cosicché studiò disegno e incisione con l'incisore Jacob Bonneau (1741—1786).
Poiché dimostrava un grande talento come illustratore, Abbot fu incoraggiato da Dru Drury e da un gruppo di naturalisti della Royal Society a recarsi in Virginia per studiare e raccogliere campioni di storia naturale.
Abbot rimase in Virginia dal 1773 al 1775; poi, dal 1776, si stabilì in Georgia, in quella che è ora nota come Contea di Screven.
Egli produsse migliaia di illustrazioni di insetti, come anche parecchie raccolte di illustrazioni di uccelli.
La maggior parte dei suoi lavori è conservata al Natural History Museum di Londra, al British Museum e nella Houghton Library presso la Harvard University.
Altri luoghi ove sono raccolte le sue illustrazioni sono la Johns Hopkins University, la University of South Carolina, la Emory University e la Alexander Turnbull Library.
Alcune illustrazioni sono andate disperse a seguito delle varie aste che includevano i suoi disegni.
I campioni di uccelli e insetti che raccolse furono inviati in Gran Bretagna e in Europa, ma parecchi andarono persi in mare, cosa che lo scoraggiò.
Ciò nonostante, continuò a raccogliere e dipingere nuovo campioni almeno fino al 1835.
L'unica pubblicazione che recava il suo nome era The Natural History of the Rarer Lepidopterous Insects of Georgia, della quale l'autore primario era James Edward Smith.
Essa includeva 104 tavole, che erano riprodotte dai disegni originali di John Abbot, i quali sono attualmente conservati alla Johns Hopkins University.
Abbot contribuì anche con la maggior parte delle osservazioni pubblicate nel libro.
Dopo la prima pubblicazione nel 1797, il libro continuò ad essere ristampato per circa 30 anni.
Dal 1829 al 1837, il celebre entomologo francese Jean-Baptiste Alphonse Dechauffour de Boisduval (1799–1879) e il ricco naturalista americano John Eatton Le Conte (1784–1860) pubblicarono a fascicoli la Histoire Générale et Iconographie des Lépidoptères et des Chenilles de l'Amérique Septentrionale.
Questa pubblicazione includeva 78 tavole incise colorate a mano, la maggior parte creata da disegni originali di John Abbot.
La maggior parte di questi disegni originali è ora custodita presso la University of South Carolina.
Una raccolta di 130 acquerelli di uccelli è custodita dalla Smithsonian Institution.

## Opere
- con James Edward Smith (1759—1828), The Natural History of the Rarer Lepidopterous Insects of Georgia Collected from Observations by John Abbot, 2 volumi, 104 tavole, (1797).
- Disegni originali per l'opera Histoire Générale et Iconographie des Lépidoptères et des Chenilles de l'Amérique septentrionale (1833) di Jean Baptiste Alphonse Dechauffour de Boisduval (1799—1879) e John Eatton Le Conte (1825—1883).
- Disegni originali per l'opera  Histoire naturelle des insectes aptères (1837—1847) di Charles Athanasie Walckenaer.

### Tavole da Rarer Lepidopterous Insects of Georgia

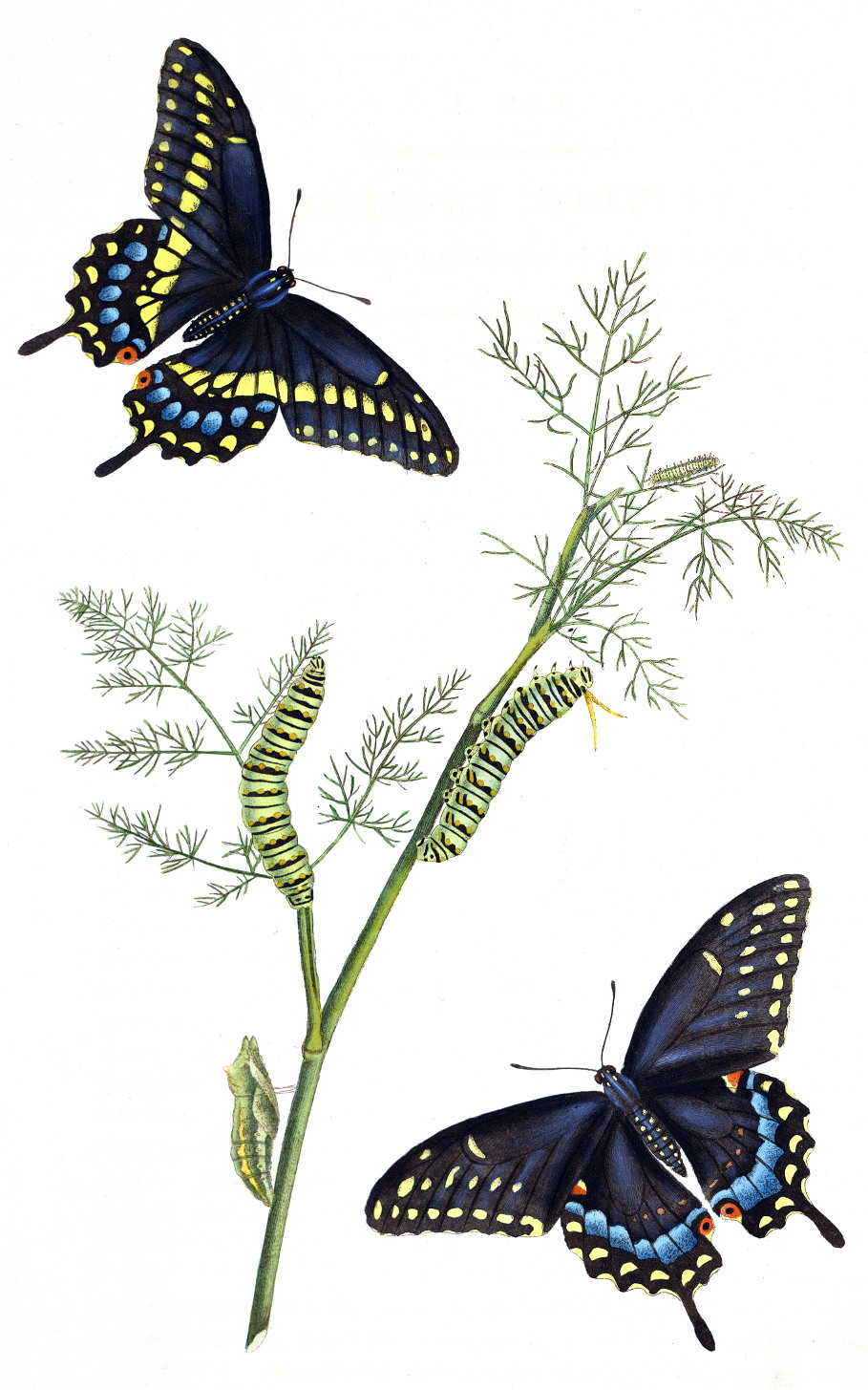
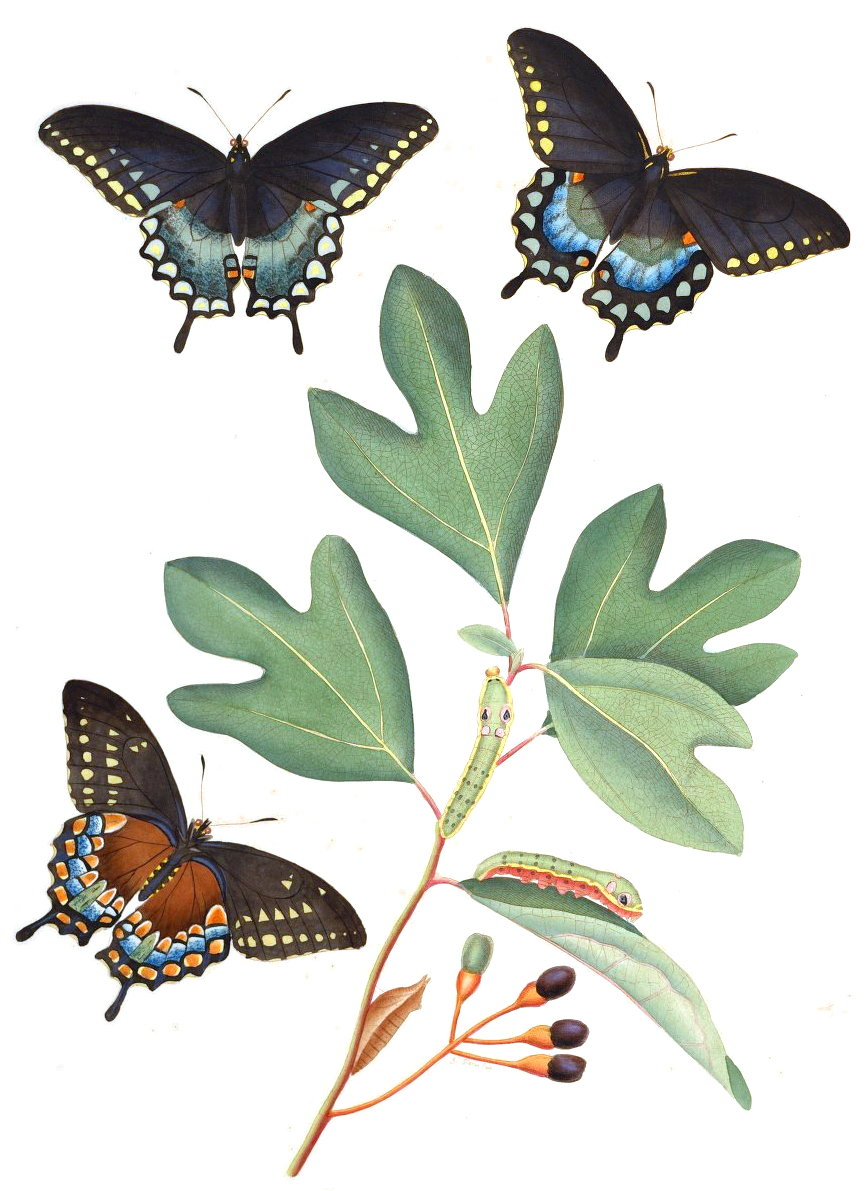
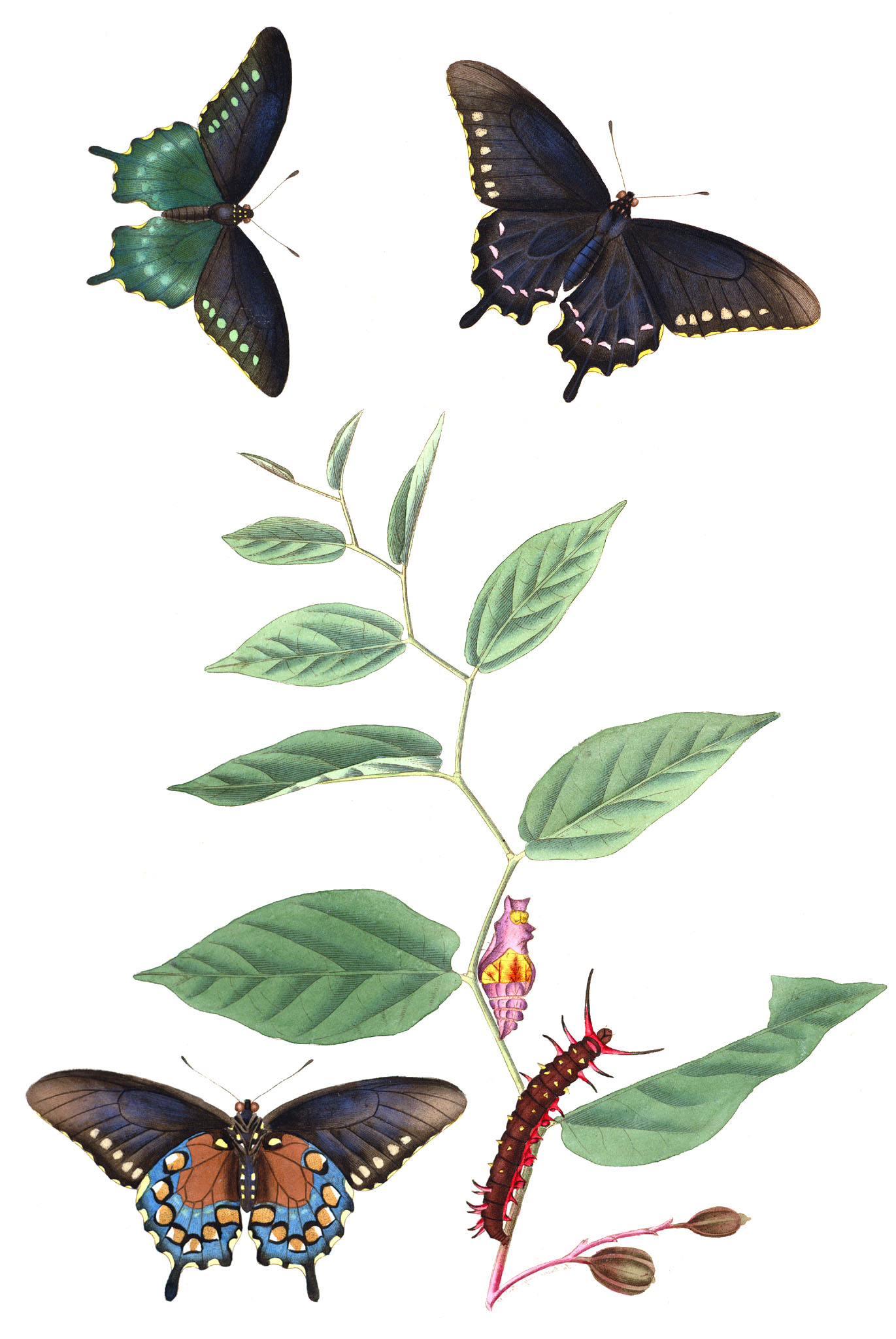